# نادي الرابطة الرياضية
 الرابطة الرياضية   فريق  مغربي من مدينة الدار البيضاء و بالتحديد في حي درب غلف تأسس سنة 1977 ملعبه هو ملعب فضاء درب غلف ألوانه أسود و برتقالي يلعب بدوري عصبة الدار البيضاء الكبرى للكرة القدم القسم ما قبل الشرفي.